# 匡才
匡才（1188年—1252年），邳州人，蒙古帝国汉人将领。
匡才原本是金朝的武略将軍，邳、徐兵馬都巡使。1232年（壬辰），蒙古帝国第二代大汗窝阔台开始亲征金朝，1234年（甲午）匡才率所部归降蒙古軍大帥岱齊。匡才進言： ｢邳州、徐州逼近南宋北边，南宋所属銅陵、孟山、宿遷、桃源、睢口都是要害之地。现在不乘胜攻取，则邳州、徐州難守」，大帥同意他的進言，派匡才出兵南宋。匡才与裨将百家奴攻克銅陵五城，俘虏南宋馬都統、王都統。以功晋升匡才为沂、邳、东河监军。
1236年（丙申），邳人袁万反蒙，暗中与南宋将軍李都統联合攻打邳州。匡才成功击退南宋軍，斩杀南宋兵一万｡ 以功績加沂、邳、東河监军、諸路兵馬使。
1238年（戊戌），徐州守将張彦反蒙，联合南宋将领鮑太尉来攻，匡才又将其击退，擒获鮑太尉等二十人。匡才進位沂、邳、東河元帥，兼建武军节度副使。1252年（壬子）南宋軍再次北伐，众寡不敵，阵亡，年六十五岁。
1240年（庚子），在匡才前去蒙古大营時，敌兵乘虚袭取邳州，擒获匡才之妻高氏。高氏大骂不屈，敌人拔刀砍她的脸而倒地，以为她已经死了，高氏之后得以逃脱。匡才获胜後，给她的庄田称为「夫人庄」。匡才死的时候，高夫人才三十五岁，立誓不再改嫁。匡才和高氏生子匡国政。